# Julien Almansa
Julien Almansa (né le 23 décembre 1972 à L'Union ou Villemur,) est un coureur cycliste français, spécialiste du cyclo-cross.

## Biographie
Après s'être essayé au football, Julien Almsansa prend sa première licence au Saint-Alban Omnisports Cyclisme. Il participe à sa première course en deuxième années minimes à Villeneuve-Tolosane, qu'il termine à la douzième place. Cycliste polyvalent, il court principalement sur route et en cyclo-cross.
En 1992, il obtient ses premiers grands notables au niveau national, principalement dans le cyclo-cross. Il connaît ensuite ses premières sélections en équipe de France amateurs. Il rejoint le GSC Blagnac en 1995, tout en étant incorporé au Bataillon de Joinville pour son service militaire. En 1997, il se classe troisième du Tour du Tarn-et-Garonne. Cette même année, il devient stagiaire au sein de l'équipe US Postal Service, mais ne parvient pas à obtenir un contrat professionnel. Il se retire du haut niveau amateur en 2000 pour travailler en tant que mécanicien chez Renault, après une saison passée à l'US Montauban. 
Il reprend finalement la compétition dès 2001 à l'AS Villemur Cyclisme, où il enchaîne les victoires dans les championnats régionaux au cours des années 2000.

## Palmarès

### Palmarès sur route
- 1989
  - Champion de Midi-Pyrénées du contre-la-montre par équipes juniors
- 1992
  - 2e du championnat de Midi-Pyrénées du contre-la-montre par équipes
- 1993
  - Tour du Canton de la Brède
  - 3e du championnat de Midi-Pyrénées du contre-la-montre par équipes
- 1994
  - Boucles de l'Ariège :
    - Classement général
    - Une étape (contre-la-montre)
- 1996
  - 2e du Tour du Monténégro
- 1997
  - 2e du championnat de Midi-Pyrénées du contre-la-montre
  - 2e des Boucles du Comminges
  - 2e de la Cursa Ciclista del Llobregat
  - 3e du Tour du Tarn-et-Garonne
- 1998
  - 3e du Circuit de la Nive
- 1999
  - 3e du Grand Prix Pierre-Pinel
- 2009
  - Champion de Midi-Pyrénées du contre-la-montre FSGT

### Palmarès en cyclo-cross
| - 1991 - 3e du championnat de Midi-Pyrénées espoirs - 1992 - Trophée Midi-Pyrénées Cyclo-cross - 3e du Challenge National espoirs - 1994 - 2e du championnat de Midi-Pyrénées de cyclo-cross - 1995 - Médaillé de bronze du championnat du monde militaires - 1996 - Champion de Midi-Pyrénées - 1997 - 2e du championnat de Midi-Pyrénées - 1998 - Champion de Haute-Garonne | - 2004 - Champion de France FSGT - 2007 - Champion de France FSGT - Champion de Midi-Pyrénées - Champion de Midi-Pyrénées FSGT - 2008 - Champion de Midi-Pyrénées FSGT - 2e du championnat de France FSGT - 2009 - Champion de Midi-Pyrénées FSGT |

### Palmarès sur piste
- 1996
  - Champion de Midi-Pyrénées de poursuite
  - Champion de Midi-Pyrénées de poursuite par équipes

### Palmarès en VTT
- 1996
  - Champion de Midi-Pyrénées de VTT